# Como un fan
Como un fan es un EP lanzando en España en 2005 del grupo español de pop independiente La Casa Azul. Como todas las canciones de la banda, ha sido escrita y producida por Guille Milkyway. El sencillo fue lanzado en CD por Elefant Records. El video tiene una estética de la década de 1970 y ha sido dirigido por Domingo González.

## Lista de canciones
1. «Viva (un poco más) el amor»
2. «Debería plantearme cambiar»
3. «Viaje a los sueños polares»
4. «Como un fan»
5. «Como un fan» (vídeoclip)
6. «Superguay» (vídeoclip)

- Datos: Q5155150